# Agrilus nalandae
Agrilus nalandae é uma espécie de inseto do género Agrilus, família Buprestidae, ordem Coleoptera.
Foi descrita cientificamente por Théry, em 1904.